# Mercedes-Benz W176
Mercedes-Benz W176 (eller Mercedes-Benz A-klass) är en personbil som den tyska biltillverkaren Mercedes-Benz introducerade på Internationella bilsalongen i Genève i mars 2012.
Versioner:
| Modell         | Årsmodell | Motor                      | Cylindervolym | Effekt     | Bränslesystem            |
| -------------- | --------- | -------------------------- | ------------- | ---------- | ------------------------ |
| A160 CDI       | 2014-18   | OM607: 4-cyl radmotor SOHC | 1461 cm³      | 90 hk      | Common rail turbodiesel  |
| A180 CDI       | 2012-18   | OM607: 4-cyl radmotor SOHC | 1461 cm³      | 109 hk     | Common rail turbodiesel  |
| A180 CDI (DCT) | 2012-13   | OM651: 4-cyl radmotor DOHC | 1796 cm³      | 109 hk     | Common rail turbodiesel  |
| A200 CDI       | 2012-14   | OM651: 4-cyl radmotor DOHC | 1796 cm³      | 136 hk     | Common rail turbodiesel  |
| A200 CDI       | 2014-18   | OM651: 4-cyl radmotor DOHC | 2143 cm³      | 136 hk     | Common rail turbodiesel  |
| A220 CDI       | 2012-18   | OM651: 4-cyl radmotor DOHC | 2143 cm³      | 170-177 hk | Common rail turbodiesel  |
| A160           | 2016-18   | M270: 4-cyl radmotor DOHC  | 1595 cm³      | 102 hk     | Direktinsprutning, turbo |
| A180           | 2012-18   | M270: 4-cyl radmotor DOHC  | 1595 cm³      | 122 hk     | Direktinsprutning, turbo |
| A200           | 2012-18   | M270: 4-cyl radmotor DOHC  | 1595 cm³      | 156 hk     | Direktinsprutning, turbo |
| A220           | 2015-18   | M270: 4-cyl radmotor DOHC  | 1991 cm³      | 184 hk     | Direktinsprutning, turbo |
| A250           | 2012-18   | M270: 4-cyl radmotor DOHC  | 1991 cm³      | 211-218 hk | Direktinsprutning, turbo |
| A45 AMG        | 2014-18   | M133: 4-cyl radmotor DOHC  | 1991 cm³      | 360-381 hk | Direktinsprutning, turbo |